# Ommatius niger
Ommatius niger là một loài ruồi trong họ Asilidae. Ommatius niger được Schiner miêu tả năm 1868. Loài này phân bố ở miền Australasia và miền Ấn Độ - Mã Lai.